# Magda (album)
Magda – drugi album studyjny polskiej piosenkarki Magdaleny Dureckiej wydany 20 czerwca 1990 roku nakładem wytwórni ZPR Records.

## Lista utworów
Strona a:
1. Świat za oknem (Ryszard Kniat - Andrzej Kosmala)
2. Piosenka z listy przebojów (Ryszard Kniat - Andrzej Kosmala)
3. Klub wesołego szampana (Formacja Nieżywych Schabuff - Wojciech Płocharski) [duet z Bohdanem Smoleniem]
4. Nie znamy siebie (Ryszard Kniat - Andrzej Kosmala)
5. Zazdrość (Ryszard Kniat - Jan Lechoń)

Strona b:
1. Jaki piękny ten świat (Ryszard Kniat - Andrzej Kosmala)
2. Powrócisz kiedyś do mnie (Ryszard Kniat - Andrzej Kosmala)
3. Zgubiony świt (Ryszard Kniat - Andrzej Kosmala)
4. Astrology of love (Ryszard Kniat - Jerzy Siemasz)

## Charakterystyka albumu
Album Magda to zbiór nagrań Magdy Dureckiej dokonanych na przełomie 1989 i 1990 roku przy współpracy z kompozytorem Ryszardem Kniatem i autorem tekstów Andrzejem Kosmalą. Płyta utrzymana jest w stylistyce pop–dance. Na album złożyły się zarówno przeboje jak i piosenki premierowe a jego oficjalna premiera odbyła się 20 czerwca 1990 roku podczas XXVll Krajowego Festiwalu Polskiej Piosenki w Opolu. Niedługo po premierze longplaya (Z–LP 005) ukazały się dwie edycje kasetowe albumu wydane przez firmy: Tesco (Tesco 040), oraz MiL Records (ML 003). Płytę promowało pięć singli a dwa z nich zostały zaprezentowane podczas Festiwalu Opole '90, podczas którego Durecka zdobyła tytuł Miss Obiektywu. Również w 1990 Magda Durecka z sukcesem wykonała piosenkę Jaki piękny ten świat podczas Festiwalu Piosenki Żołnierskiej w Kołobrzegu. Równolegle z albumem Magda ukazała się trzecia płyta artystki zatytułowana Mała jasnosć nadzieją zawierająca kolędy i pastorałki. 

## Występy na KFPP w Opolu i FPŻ w Kołobrzegu z piosenkami z albumu
- XXVll KFPP Opole '90 (Od Opola do Opola) – Nie znamy siebie[8]
- XXVll KFPP Opole '90 (Premiery) – Jaki piękny ten świat[8]
- XXlll FPŻ Kołobrzeg '90 – Jaki piękny ten świat[6]

## Muzycy
- Magda Durecka – śpiew
- Zespół Instrumentalny p/k Ryszarda Kniata – akompaniament

## Realizatorzy
- Zdjęcie na okładce – Romuald Zielazek
- Projekt okładki – Romuald Zielazek
- Realizacja dźwięku – Zenon Woliński, Jacek Frączak